# Ondřej Smetana
Ondřej Smetana (* 4. září 1982 Ostrava) je český fotbalový trenér, který naposledy vedl český prvoligový klub 1. FC Slovácko, a bývalý profesionální fotbalista, který hrával na pozici útočníka.
Od 28. února 2021 do 12. dubna 2022 byl trenérem Baníku Ostrava. V roce 2024 vyhrál se slovenským Ružomberkem slovenský pohár a postoupil až do čtvrtého předkola Konferenční ligy.

Od roku 2025, po odchodu z 1 FC Slovácko, vede MFK Ružomberok

## Klubová kariéra
Svoji fotbalovou kariéru začal ve Vítkovicích, kde se postupně propracoval do prvního mužstva. V roce 2002 odešel hostovat do Baníku Ratíškovice a následně se vrátil do Vítkovic.
V zimním přestupovém období sezony 2005/2006 zamířil do Fulneku, odkud v lednu 2008 přestoupil do Slovanu Liberce. V roce 2009 odešel hostovat do Slovácka a před sezonou 2010/2011 odešel na hostování na své první zahraniční angažmá do slovenské Senice, kde ve 29 zápasech vstřelil 18 branek a stal se nejlepším střelcem klubu a druhým nejlepším střelcem celé slovenské nejvyšší soutěže.
Před ročníkem 2011/12 jeho kroky vedly do belgického Sintu-Truidensenu, odkud nejdříve zamířil hostovat do nejúspěšnějšího slovenského klubu Slovanu Bratislava a po půl roce do německé Hansy Rostock. V září 2013 podepsal smlouvu s kyperským klubem Enosis Neon Paralimni. V zimním přestupovém období sezony 2013/2014 podepsal smlouvu s SV Elversberg. V létě 2014 zamířil do Třince. Svou hráčskou kariéru završil v rakouském Unionu Neuhofen.

## Trenérská kariéra
V lednu 2018 se Smetana stal trenérem třetiligové Odry Petřkovice. Svou první sezonu zakončil s klubem na konečné dvanácté příčce. I přes povedený start do nové sezóny se 10. září 2018 však rozhodl rezignovat. Na začátku sezony 2019/20 se opět ujal vedení třetiligových Petřkovic, ale v lednu 2020 klub opustil, aby se ujal role hlavního trenéra v druholigovém klubu MFK Vítkovice, kde fotbalově vyrůstal. Smetana však nedokázal klub zachránit před sestupem do Moravskoslezské fotbalové ligy a na konci sezony 2019/20 klub opustil.
Dne 18. srpna 2020 se ujal třetiligové rezervy ostravského Baníku po Danielu Tchuřovi. V únoru 2021 převzal A-tým po odvolání Luboše Kozla. Svůj debut na lavičce prvoligového Baníku si odbyl 7. března 2021, a to při prohře 2:1 na půdě pražské Slavie. V sezoně 2020/21 dovedl ostravský klub na konečnou osmou příčku v české nejvyšší soutěži. V létě 2021 Baník potvrdil, že Smetana bude povede A-tým i v sezoně 2021/22, a to spolu s novým asistentem Tomášem Galáskem. V dubnu 2022 se Smetana dohodl na ukončení spolupráce s vedením klubu po třinácti měsících, a to v reakci na jarní pokles výkonnosti.
V říjnu 2022 se Smetana stal novým trenérem druholigové Jihlavy. Po sérii neuspokojivých výsledků, kdy ve 10 zápasech druhé ligy zaznamenal pouze dvě výhry, byl 20. dubna 2023 odvolán.
V létě 2023 byl Smetana angažován na pozici hlavního trenéra FC Hlučín hrající MSFL. V říjnu ukončil s klubem spolupráci po necelých třech měsících.
Dne 24. října 2023 se Smetana stal novým trenérem klubu MFK Ružomberok. Ve své první sezoně na lavičce slovenského mužstva se mu podařilo vyhrát slovenský pohár, když ve finále Ružomberok porazil 1:0 Spartak Trnava, a v ligovou sezonu zakončil na páté příčce. 11. července 2024 si Smetana odbyl svůj debut jako trenér v pohárové Evropě, když vedl svůj tým v prvním předkole Evropské ligy proti kazašskému Tobolu Kostanaj. S Ružomberkem Smetana postoupil až do čtvrtého předkola Konferenční ligy, v němž ale slovenský celek nestačil na arménský FC Noah.